# Бортники (Фастівський район)
Бо́ртники —  село в Україні, у Фастівському районі Київської області. Населення становить 260 осіб. 
Село розташоване на лівому березі річки Кам'янка. На сході межує з селом Червоне. На південь від села, по інший берег Кам'янки, розташовані села Пилипівка та Королівка.

## Назва
Назва цього села походить від  стародавніх слів «борти» (вулики) і «бортники» [Архівовано 10 серпня 2020 у Wayback Machine.] — ті люди, що добували мед з бортів. Цей символ зображений і на гербі, тому він є промовистим.

## Історія
У ХІХ ст. село мало назву Бертники. На початку століття належало до Луцького латинського єпископства (біскупства) до так званого Фастівського ключа. Пісця конфіскації церковних земель 1840-х роках, перешло до відомтва казеного майна.

## Населення

### Мова
Розподіл населення за рідною мовою за даними перепису 2001 року:
| Мова       | Кількість | Відсоток |
| ---------- | --------- | -------- |
| українська | 245       | 94.23%   |
| російська  | 15        | 5.77%    |
| Усього     | 260       | 100%     |

## Галерея

Сільрада
Сільський магазин
Меморіал ДСВ